# Kleinkorga
Kleinkorga ist ein Ortsteil der Stadt Jessen (Elster) im Landkreis Wittenberg des Landes Sachsen-Anhalt.

## Lage und Erreichbarkeit
Kleinkorga liegt ca. 11 km östlich der Stadt Jessen und ist über die B187 und die K2214 mit ihr verbunden.

## Geschichte
Kleinkorga wurde als Wendische Siedlung erstmals 1377 unter dem Namen Kleinen Korgow in Urkunden erwähnt.
Neben einer Freiwilligen Feuerwehr existieren in Kleinkorga kleinere Betriebe zur Holzverarbeitung sowie ein Sportverein.